# 吉田喜一
吉田 喜一（よしだ きいち、1919年（大正8年）3月6日 - 1944年（昭和19年）12月21日）は、昭和時代戦前の競泳選手。

## 経歴
大分県出身。早稲田大学在学中、1936年ベルリンオリンピックに競泳日本代表として男子100m背泳ぎに出場し5位に入賞した。
太平洋戦争が勃発すると陸軍に召集され飛行第73戦隊に所属した。1944年（昭和19年）12月、ミンダナオ島にて特攻により戦死した。